# Fred Wendorf
Fred Wendorf   (Terrell, 31 de juliol de 1924 - Dallas, 15 de juliol de 2015) va ser un arqueòleg nord-americà conegut principalment per les seves investigacions innovadores al nord-est d'Àfrica. També va fundar el Fort Burgwin Research Center i el Departament d'Antropologia de la Southern Methodist University, on va ser professor de prehistòria Henderson-Morrison.
Va ser catedràtic emèrit Henderson-Morrison d'antropologia a la Universitat Metodista del Sud (SMU). Va rebre el seu doctorat el 1953 per la Universitat Harvard, i va fundar el departament d'antropologia de la SMU, juntament amb la fundació del Centre de Recerca Fort Burgwin Fort a Taos (Nou Mèxic).
Wendorf era membre de l'Acadèmia Nacional de Ciències dels Estats Units.